# Gloria Velasco Blanco
María Gloria Velasco Blanco (Arriondas, 24 de agosto de 1905 - Santiago de Chile, 1953) fue una política española. Fue la primera mujer en ostentar el cargo de alcaldesa de Parres en 1937.

## Trayectoria
Nació en Arriondas el día 24 de agosto de 1905 y estudió en la escuela local para posteriormente convertirse en una bordadora de prestigio dentro de la localidad. En 1922 contrajo matrimonio canónico en Covadonga con Eugenio Alonso Cerra y tuvo cuatro hijos, Eugenio, José Luis, Alfredo y María Teresa Alonso Velasco.
Tras la proclamación de la II República en 1931, Velasco inició su trayectoria política mediante su afiliación al PSOE y a las Juventudes Socialistas Unificadas en 1936. En 1937, avanzada ya la Guerra Civil Española, pasó a formar parte de UGT y posteriormente desempeñó el cargo de Consejera en el Ayuntamiento de Parres, siendo Delegada de Asistencia Social y de Enseñanza. Allí fue donde, en junio de 1937, ejerció como tercera teniente de alcalde del Consejo Municipal.
Se vio obligada a huir a Cataluña tras unos meses como alcaldesa de Parres y allí se empleó en la secretaría de UGT en Farners de la Selva, Gerona. Durante la Guerra Civil representó al Centro Asturiano de Cataluña en la Comisión Consultiva de Ayuda a los Refugiados y tuvo a su cargo el cuidado y la asistencia de los niños y niñas huérfanos, primero en Gijón y luego en Cataluña.
Se exilió a Francia pero embarcó en 1939 en el Winnipeg de camino a Chile después de que el gobierno chileno ofreciera alojamiento a los refugiados españoles. Allí se hizo bordadora y falleció tras una enfermedad que la dejó paralítica en 1953.
Velasco fue defensora del derecho al voto de las mujeres, así como la concesión del divorcio. Consideraba que todos los españoles, sin distincción de género, debían tener la oportunidad de desempeñar cualquier cargo público, si contaban con las aptitudes para ello. Velasco fue una mujer comprometida con la presencia y participación de las mujeres en el ámbito político. Fue pionera en asumir el cargo de alcaldesa en el concejo y ha sido la única hasta la fecha.

## Reconocimientos
En el año 2024, el Ayuntamiento de Parres con motivo de la celebración del Día Internacional de la Mujer, convocó el 'I Concurso literario para mujeres Memorial Gloria Velasco', en reconocimiento a su figura. En esta primera edición, el certamen fue ganado por la escritora Carmen Galván.